# Ove Arup
Ove Nyquist Arup, (16 avril 1895 - 5 février 1988) est un ingénieur britannique qui a fondé Arup Group Limited, une société multinationale. Ove Arup est considéré comme l'un des plus grands ingénieurs en architecture et en structures de son époque.

## Jeunesse et éducation
Arup est né à Newcastle, en Angleterre, en 1895 du vétérinaire danois Jens Simon Johannes Arup et de son épouse norvégienne, Mathilde Bolette Nyquist.
Arup fréquente la Sorø Academy au Danemark, un internat avec de nombreuses influences de Thomas Arnold de la Rugby School au Royaume-Uni.
En 1913, il commence à étudier la philosophie à l'Université de Copenhague et, en 1918, il s'inscrit à un diplôme d'ingénieur à l'Université technique du Danemark à Copenhague, spécialisé dans le béton armé. Il termine ses études en 1922. A cette époque, Ove Arup est influencé par Le Corbusier et sa publication Vers une architecture, publiée cette année-là ; et aussi par Walter Gropius, le fondateur du mouvement Bauhaus.
Arup épouse Ruth Sørensen, connue sous le nom de Li, le 13 août 1925.

## Vie professionnelle

### Avant la Seconde Guerre mondiale
En 1922, Ove Arup commence à travailler pour une entreprise danoise à Hambourg appelée Christiani &amp; Nielsen et, en décembre 1923, il rejoint leur bureau de Londres en tant qu'ingénieur en chef.
Il conçoit le Labworth Café, un café avec deux abris intégrés situés sur la promenade de la station balnéaire voisine de l'Essex, Canvey Island. Le café existe toujours et est le seul bâtiment entièrement conçu par Arup.
Il travaille ensuite comme consultant en structure pour le cabinet Tecton, notamment sur le Penguin Pool au zoo de Regent's Park à Londres, au zoo de Whipsnade, au zoo de Dudley, en tant que superviseur de construction pour une villa à Heath Drive, Romford, Essex et sur Highpoint I., à Highgate (un bâtiment dont il est plus tard très critique). La relation de travail étroite qu'Arup développe avec Berthold Lubetkin, associé principal de Tecton, est très importante dans le développement de la carrière des deux hommes.
Il rejoint ensuite une entreprise de construction londonienne, JL Kier & Co. à Londres, en tant que directeur et concepteur en chef de 1934 à 1938, et pendant les années 1930, il travaille également avec Ernő Goldfinger, Wells Coates, Maxwell Fry, Yorke, Rosenberg &amp; Mardall et Marcel Breuer.
Il devient membre du comité exécutif du groupe MARS en 1935. En 1938, lui et son cousin Arne fondent Arup & Arup Limited, une société d'ingénieurs et d'entrepreneurs.

### La Seconde Guerre mondiale

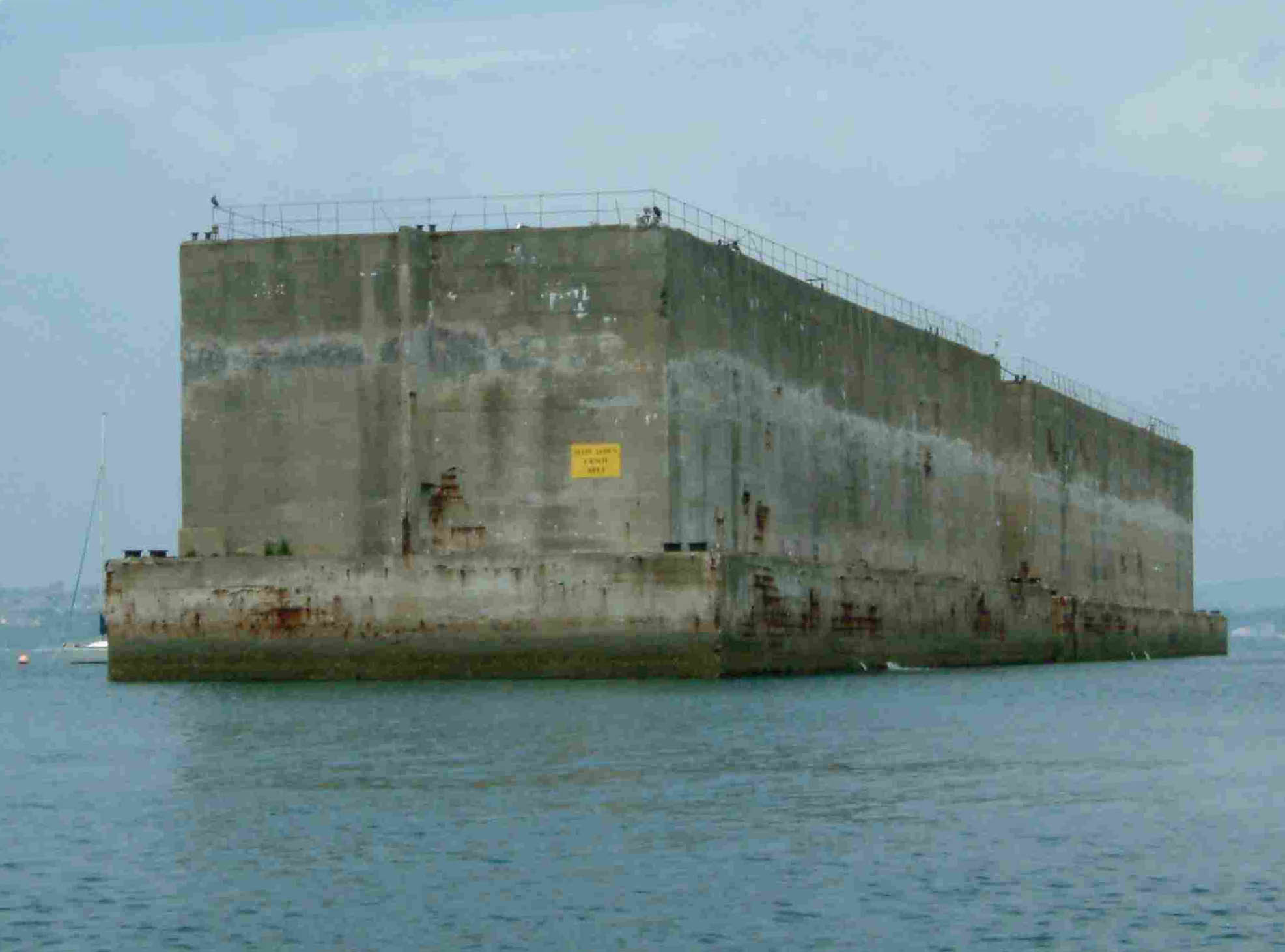
Une paire de brise-lames Phoenix au port de Portland

Avant la guerre, Ove Arup fait partie du comité d'organisation des précautions contre les raids aériens et il conseille le Conseil de Finsbury sur la fourniture d'abris anti-bombes. Pendant la guerre, il publie un certain nombre d'articles sur la conception des abris, préconisant principalement des abris de masse en béton armé, plutôt que la politique gouvernementale consistant à disperser la population dans de petits abris domestiques. En grande partie pour des raisons politiques, la plupart de ses recommandations n'ont jamais été adoptées, bien que certains riches Londoniens aient pu construire des abris en béton selon ses plans.
Arup joue un rôle important dans la conception des ports temporaires Mulberry utilisés lors du débarquement. Le port Mulberry est un type de port temporaire développé pour décharger les marchandises sur les plages lors de l'invasion alliée de la Normandie. Les sections de deux ports militaires préfabriqués ou artificiels sont prises par l'armée d'invasion britannique de l'autre côté de la Manche et assemblées au large des côtes normandes dans le cadre de l'invasion de la France le jour J en 1944.

### Arup et associés

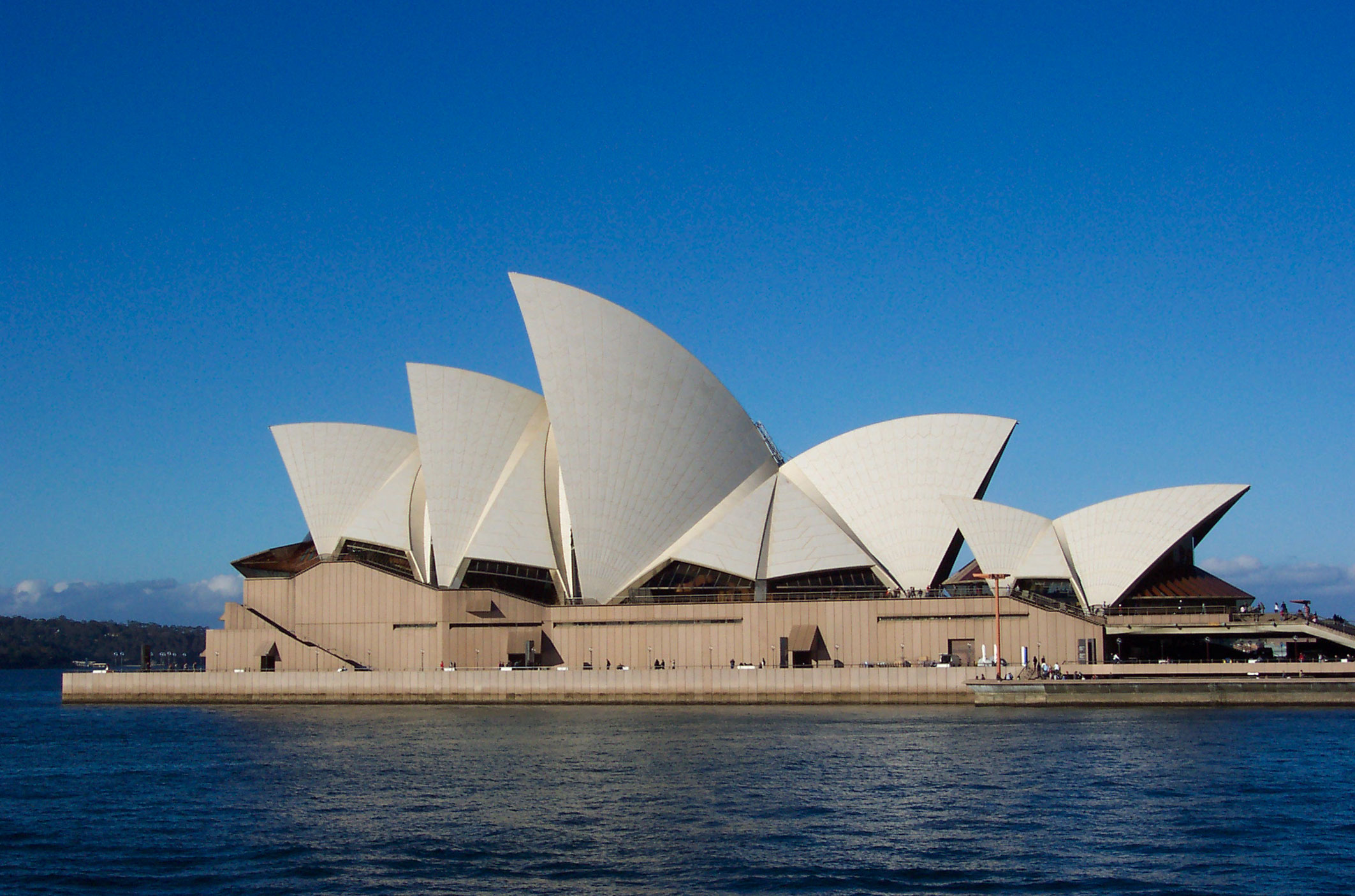
Arup dirige la conception technique de l'Opéra de Sydney et rend sa construction possible.

En 1946, après avoir dissous Arup & Arup Ltd, il crée une équipe de consultants en génie civil et structurel. La même année, il forme son premier partenariat avec Ronald Jenkins, Geoffrey Wood et Andrew Young appelé Arup and Partners.
Une autre société, Arup Associates est créée en 1963 avec un corps d'architectes et d'ingénieurs travaillant sur un pied d'égalité en tant que concepteurs de bâtiments, comprenant l'ingénieur Ove Arup, les architectes Francis Pym et Philip Dowson, et les anciens associés d'Arup and Partners. Il s'agit d'une entreprise multidisciplinaire fournissant des services d'ingénierie, d'architecture et autres pour l'environnement bâti. Arup déclare lui-même qu'en fin de compte, tous les noms Arup ont abouti à une entreprise appelée simplement Arup.

## Projets notables

### Highpoint I
Highpoint I, construit en 1935, est une expérience importante dans la conception de bâtiments résidentiels de grande hauteur et l'une des collaborations les plus significatives d'Arup avec Lubetkin. Arup a ensuite critiqué le projet comme présentant des défauts importants.

### Pont de Kingsgate

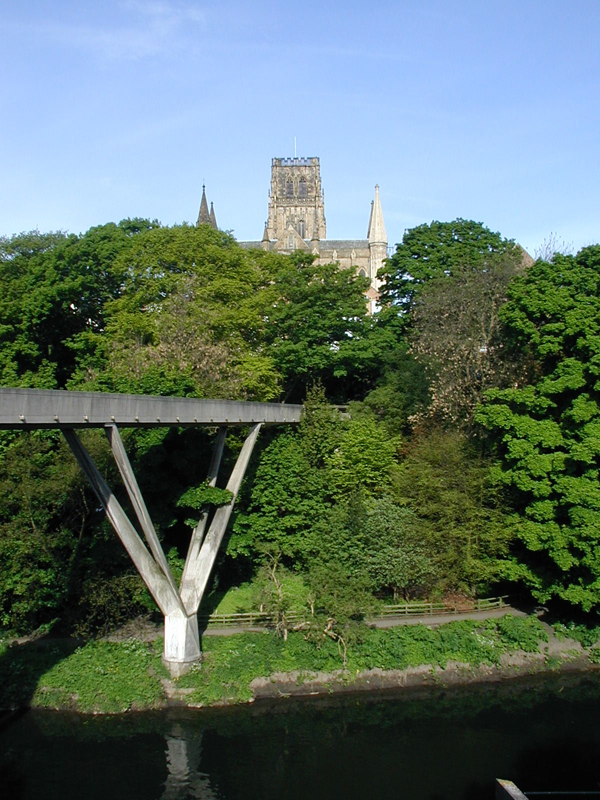
Le pont Kingsgate est vu depuis l'Union des étudiants de Durham, la cathédrale au-dessus

Ove Arup supervise personnellement la conception et la construction du pont Kingsgate de Durham en 1963. Premier pont de l'entreprise, Arup est particulièrement attaché au projet et en y fait disperser ses cendres après son décès. Un buste d'Arup placé à une extrémité du pont a été volé à l'été 2006 mais a depuis été remplacé. Kingsgate Bridge est la dernière structure conçue par Arup.

### Passerelle Van Ginkel
La passerelle Van Ginkel du milieu du siècle se trouve à Bowring Park, Saint-Jean de Terre-Neuve, Canada. Il s’agit d’un pont en porte-à-faux, ce qui signifie qu’il est ancré au sol à une seule extrémité tandis que l’autre côté plane. Le pont est classé en 2020. L'architecte du pont, Blanche Lemco van Ginkel, reçoit la médaille d'or de l'Institut royal d'architecture du Canada pour l'ensemble de sa carrière.

### Opéra de Sydney
Arup est l'ingénieur de conception de l'Opéra de Sydney, en Australie, depuis le début du projet en 1957 jusqu'à son achèvement en 1973. Ce bâtiment emblématique utilise de manière révolutionnaire le béton préfabriqué, la colle structurelle et l'analyse informatique. Il fait la réputation d'Arup et de son entreprise, malgré la relation de travail extrêmement difficile avec l'architecte Jørn Utzon.

## Sources
- Ove Nyquist Arup, Doodles and doggerel, London, Ove Arup Partnership, 1989
- Brawne, Michael. (1983). Arup Associates: The biography of an architectural practice. London: Lund Humphries.  (ISBN 0-85331-449-7) (casebound)  (ISBN 0-85331-451-9) (paperback)
- Bettley, James. (2008). Essex Explored: Essex Architecture. Archived 24 June 2008 at the Wayback Machine Essex County Council. Retrieved 2008-06-17.
- Peter Campbell, John Allan, Peter Ahrends, Jack Zunz et Morreau, Ove Arup 1895–1988, London, Institution of Civil Engineers, 1995 (ISBN 0-7277-2066-X)
- English Heritage. (2007). National Monuments Records: Images of England. Detailed Record, Details for IoE Number: 461758. Retrieved: 2008-02-18.
- Glynn, Simon. (1998–2006). Penguin Pool London Zoo by Berthold Lubetkin. Galinsky. Retrieved 2008-06-17.
- Peter Jones, Ove Arup : Masterbuilder of the Twentieth Century, New Haven, CT and London, Yale University Press, 2006 (ISBN 978-0-300-11296-2, lire en ligne)
- Ove Arup & Partners 1946–1986, London, Academy Editions, 1986 (ISBN 0-85670-898-4)